# Какауландия

Какауландия на карте штата.

Какауландия (порт. Cacaulândia)  —  муниципалитет в Бразилии, входит в штат Рондония. Составная часть мезорегиона Восток штата Рондония. Входит в экономико-статистический  микрорегион Арикемис. Население составляет 5 736 человек на 2010 год. Занимает площадь 1 961,78 км². Плотность населения — 2,92 чел./км².

## История
Город основан 13 февраля 1992 года. 

## Демография
Согласно сведениям, собранным в ходе переписи 2010 г. Национальным институтом географии и статистики (IBGE), население муниципалитета составляет:
| Полное население                               | Полное население                               | Полное население                               | Полное население                               | 5 736 |
| ---------------------------------------------- | ---------------------------------------------- | ---------------------------------------------- | ---------------------------------------------- | ----- |
| в том числе:                                   | Городское население                            | 2 069                                          | Процент городского населения, %                | 36,07 |
|                                                | Сельское население                             | 3 667                                          | Процент сельского населения, %                 | 63,93 |
|                                                | Мужское население                              | 2 965                                          | Процент мужского населения, %                  | 51,69 |
|                                                | Женское население                              | 2 771                                          | Процент женского населения, %                  | 48,31 |
| Плотность населения, чел/км²                   | Плотность населения, чел/км²                   | Плотность населения, чел/км²                   | Плотность населения, чел/км²                   | 2,92  |
| Население муниципалитета в % к населению штата | Население муниципалитета в % к населению штата | Население муниципалитета в % к населению штата | Население муниципалитета в % к населению штата | 0,37  |

По данным оценки 2015 года население муниципалитета составляет 6 367 жителей.

## Статистика
- Валовой внутренний продукт на 2004 составляет 34.223.000,00 реалов (данные: Бразильский институт географии и статистики).
- Валовой внутренний продукт на душу населения на 2004 составляет 6.263,00 реалов (данные: Бразильский институт географии и статистики).
- Индекс развития человеческого потенциала на 2000 составляет 0,713 (данные: Программа развития ООН).

## География
Климат местности: экваториальный. В соответствии с классификацией Кёппена, климат относится к категории Am.

## Важнейшие населенные пункты
| № | Населённый пункт | Населённый пункт (порт.) | Категория | Население чел. (2010) | На карте                        |
| - | ---------------- | ------------------------ | --------- | --------------------- | ------------------------------- |
| 1 | Какауландия      | Cacaulândia              | город     | 2069                  | 10°20′19″ ю. ш. 62°54′02″ з. д. |